# Glicerol-3-fosfat dehidrogenaza
Glicerol-3-fosfat dehidrogenaza (EC 1.1.99.5, -glicerol-3-fosfatna dehidrogenaza, -glicerol-3-fosfatna dehidrogenaza, alfa-glicerofosfatna dehidrogenaza, L-3-glicerofosfat-ubihinonska oksidoreduktaza, sn-glicerol 3-fosfatna oksidaza, dehidrogenaza, glicerol fosfat (akceptor), glicerofosfatna dehidrogenaza, glicerol fosfatna dehidrogenaza, +-nezavisni glicerol fosfatna dehidrogenaza, glicerol 3-fosfatna citohrom c reduktaza, flavoprotein-vezani L-glicerol 3-fosfat dehidrogenaza, alfa-glicerofosfatna dehidrogenaza (akceptor), -zavisni glicerol-3-fosfatna dehidrogenaza, FAD-vezani glicerol 3-fosfatna dehidrogenaza, glicerol fosfatna dehidrogenaza (FAD), glicerol fosfatna dehidrogenaza (akceptor), -zavisni sn-glicerol-3-fosfatna dehidrogenaza, -glicerofosfat dehidrogenaza, glicerol-3-fosfatna dehidrogenaza (flavin-vezani), flavin-vezana glicerol-3-fosfatna dehidrogenaza, piridin nukleotid-nezavisna L-glicerol 3-fosfatna dehidrogenaza, -glicerol 3-fosfatna oksidaza, FAD-vezana L-glicerol-3-fosfatna dehidrogenaza, -glicerol-3-fosfat:(akceptor) 2-oksidoreduktaza) je enzim sa sistematskim imenom sn-glicerol-3-fosfat:akceptor 2-oksidoreduktaza. Ovaj enzim katalizuje sledeću hemijsku reakciju
-glicerol 3-fosfat + akceptor {\displaystyle \rightleftharpoons } gliceron fosfat + redukovani akceptor

## Literatura
- Nicholas C. Price; Lewis Stevens (1999). Fundamentals of Enzymology: The Cell and Molecular Biology of Catalytic Proteins (Third изд.). USA: Oxford University Press. ISBN 019850229X.
- Eric J. Toone (2006). Advances in Enzymology and Related Areas of Molecular Biology, Protein Evolution (Volume 75 изд.). Wiley-Interscience. ISBN 0471205036.
- Branden C; Tooze J. Introduction to Protein Structure. New York, NY: Garland Publishing. ISBN 0-8153-2305-0.
- Irwin H. Segel. Enzyme Kinetics: Behavior and Analysis of Rapid Equilibrium and Steady-State Enzyme Systems (Book 44 изд.). Wiley Classics Library. ISBN 0471303097.

## Spoljašnje veze
- Glycerol-3-phosphate+dehydrogenase на 